# Pleopeltis remota
Pleopeltis remota là một loài thực vật có mạch trong họ Polypodiaceae. Loài này được (Desv.) A.R. Sm. mô tả khoa học đầu tiên năm 2005.